# Psilocin
Psilocin ist ein Indolalkaloid und zählt zu den Tryptaminen. Es ist das Hydrolyse-Produkt des Psilocybins und stellt somit die eigentlich psychoaktive Form des Psilocybins dar. Daneben kommt es aber auch selbst als Alkaloid vor. Die freie Base zersetzt sich an der Luft.
Wegen seiner halluzinogenen Wirkung wird es oft als Rauschmittel verwendet. Die Folgen einer Einnahme ähneln denen eines LSD-Rauschs, halten jedoch in der Regel kürzer an. Der Konsum von Psilocin erfolgt meist in Form sogenannter Magic Mushrooms.

## Geschichte
Albert Hofmann und sein Laborassistent Hans Tscherter bei Sandoz isolierten 1959 Psilocin und seinen Phosphatester Psilocybin aus halluzinogenen Pilzen. In den 1960er Jahren wurden vor allem im psychiatrischen Bereich Studien und Psycholytische Therapie mit Psilocin durchgeführt, bis diese auf Grund strenger Regulierungen zum Erliegen kamen. Momentan wird die Psilocin-assistierte Psychotherapie wieder verstärkt erforscht, u. a. bei behandlungsresistenten Depressionen und mit Krebskranken im Endstadium, um ihnen einen möglicherweise besseren Umgang mit dem Tod zu ermöglichen.

## Chemie
Psilocin entsteht bei der Dephosphorylierung von Psilocybin, z. B. unter stark sauren oder alkalischen Bedingungen. Psilocin ist wegen seiner phenolischen OH-Gruppe relativ instabil.
Unter alkalischen Bedingungen und in Anwesenheit von Sauerstoff bildet es sofort bläuliche Abbauprodukte. Ähnliche Produkte entstehen auch unter sauren Bedingungen, der Anwesenheit von Sauerstoff und Eisen(III)-Ionen (Keller-Reagenz FeCl3 / MeOH / HCl).
Psilocin ist ein basisches Amin. Seine Salze, die es z. B. mit Säuren bilden kann, sind normalerweise stabiler als Psilocin.

## Pharmakologie
Psilocin ist ein Partialagonist am 5-HT2A-Rezeptor. Sein Bindungprofil (soweit es bekannt ist) ist weniger komplex als das von LSD. Die Bindung von Psilocin am 5-HT2C-Rezeptor ist wahrscheinlich für Nebeneffekte verantwortlich (z. B. auf den Blutzuckerspiegel). O-Acetylpsilocin und Psilocybin sind vermutlich Prodrugs von Psilocin.

## Nebenwirkungen des Konsums
Fälle von fortbestehenden Wahrnehmungsstörungen nach Halluzinogengebrauch (Hallucinogen persisting perception disorder, HPPD) sind bekannt. Im Extremfall können Drogenpsychosen ausgelöst werden, wie dies Espiard in einem Fallbericht aufzeigte.

## Toxizität
Das Verhältnis von Wirkdosis zu tödlicher Dosis liegt im Vergleich zu anderen psychoaktiven Substanzen weit auseinander. Würde das Psilocin in Form von frischen Pilzen konsumiert, läge die Dosis für eine physiologisch tödliche Vergiftung bei etwa 1 kg Pilzen / kg Körpergewicht.

## Rechtslage

### Deutschland
Mit der Vierten Betäubungsmittel-Gleichstellungsverordnung (4. BtMGlV) vom 21. Februar 1967, in Kraft getreten am 25. Februar 1967, wurden Psilocybin und Psilocin in der Bundesrepublik Deutschland den betäubungsmittelrechtlichen Vorschriften des Opiumgesetzes unterstellt. Heute sind Psilocybin und Psilocin in Anlage I zu § 1 BtMG (nicht verkehrsfähige und nicht verschreibungsfähige Stoffe) aufgelistet. Der Erwerb, der Besitz und die Weitergabe dieser Substanzen ist somit generell verboten.